# Saint-Paul-de-Tartas
Saint-Paul-de-Tartas település Franciaországban, Haute-Loire megyében. Lakosainak száma 193 fő (2022. január 1.). Saint-Paul-de-Tartas Coucouron, Lavillatte, Lespéron, Barges, Landos, Pradelles, Saint-Arcons-de-Barges és Saint-Étienne-du-Vigan községekkel határos.

## Népesség
A település népessége az elmúlt években az alábbi módon változott:
| Lakosok száma | 514  | 341  | 270  | 200  | 207  | 209  | 194  | 186  | 184  | 193  |
|               | 1968 | 1982 | 1990 | 2006 | 2013 | 2015 | 2017 | 2019 | 2020 | 2022 |